# Geographica Helvetica
Die Geographica Helvetica. Schweizerische Zeitschrift für Geographie ist eine Fachzeitschrift der Humangeographie und der Physiogeographie. Die Artikel werden auf Deutsch, Englisch, Französisch und Italienisch publiziert.

## Inhalt
Die Zeitschrift veröffentlicht Aufsätze, die geographisches Wissen in allen Bereichen des Faches fördern. Signifikante Forschungsbeiträge aus den Bereichen der Allgemeinen und Angewandten Geographie, der Theoretischen Geographie sowie der Fachdidaktik (Schulfach Geographie) erscheinen in der Geographica Helvetica. Ein Schwerpunkt liegt auf Arbeiten zur Schweiz.

## Geschichte
Vorläufer der seit 1946 unter diesem Namen firmierenden Publikation waren Jahresberichte der Geographisch-Ethnographischen Gesellschaft in Zürich (1899/1900–1916/1917), Mitteilungen der Geographisch-Ethnographischen Gesellschaft Zürich (1917/1918–1943/1945) sowie Der Schweizer Geograph – Le Géographe Suisse (1923/1924–1945).
Nach einer organisatorischen Umstrukturierung adaptiert die Zeitschrift seit 1997 den Standard bedeutender Fachzeitschriften mit internationalem Gutachterverfahren. Ein internationales Gutachter−Gremium fungiert als Beirat und besteht aus anerkannten Vertretern der geographischen Wissenschaft.
Seit Januar 2015 erscheint die Zeitschrift nach dem Open-Access-Modell.

## Förderer
- Akademie der Naturwissenschaften Schweiz (SCNAT)
- Geographisch-Ethnographische Gesellschaft Zürich
- Verband Geographie Schweiz/Association Suisse de Géographie (ASG)
- Universität Basel

## Fachartikel
Auswahl bedeutender Fachartikel aus der Zeitschrift:
- Dieter Steiner: Die Faktorenanalyse – ein modernes statistisches Hilfsmittel des Geographen für die objektive Raumgliederung und Typenbildung. In: Geographica Helvetica. 20, Nr. 1, 1965, S. 20–34, doi:10.5194/gh-20-20-1965 (Scan – E-Periodica).
- Dietrich Bartels: Schwierigkeiten mit dem Raumbegriff in der Geographie. In: Geographica Helvetica. 29, Beiheft zu Nr. 2/3, 1974, S. 7–21 (copernicus.org [PDF; 6,9 MB]; Scan – E-Periodica, dort das Beiheft als „Anhang“ gelistet).
- Benno Werlen: Thesen zur handlungstheoretischen Neuorientierung sozialgeographischer Forschung. In: Geographica Helvetica. 41, Nr. 2, 1986, S. 67–76, doi:10.5194/gh-41-67-1986 (Scan – E-Periodica).